# Hotrod Frankie
Hotrod Frankie är ett svenskt psychobillyband. Bakom bandet står medlemmarna ifrån Ultima Thule. Hotrod Frankie släppte i augusti 2006 sitt debutalbum My Father Was a Madman. Albumets texter handlar enbart om Frankensteins monster.

## Medlemmar
- Jan "Janne" Thörnblom - Sång, gitarr och låtskrivare
- Niklas Adolfsson - Gitarr
- Thomas Krohn - Bas och kontrabas
- Ulf Hansen - Trummor

## Diskografi

### Album
- 2006 - My Father Was a Madman (CDUT0606)
- 2008 - Lost in Lynchland (FAR506)
- 2010 - Lost in Lynchland (DIM174)
- 2011 - Uncover - Discover - Recover (DIM187)
- 2013 - God, Gasoline & Me

### Samlingsskivor
- 2006 - Carolus Rex 8 (CDUT0605)
- 2007 - Ultima Thule - 25 Years Anniversary (UT25AR0707)